# Iglesia Parroquial de Santo Domingo de Guzmán (Bornos)
La Iglesia Parroquial de Santo Domingo de Guzmán es una iglesia de Bornos.

## Historia
Sobre una iglesia medieval de estilo mudéjar, se empezó a construir un templo gótico en el siglo XVI. En 1550 Hernán Ruiz sustituyó por columnas los primitivos pilares góticos. A mitad del siglo XVIII, ante su arruinamiento, el arquitecto diocesano Cristóbal Ortiz da las condiciones para la reconstrucción de la nave central y colaterales. Hacia 1730 se realizó de nueva planta el crucero y el testero y se dan medios puntos y aristas a los arcos y las naves. Pedro de Silva de en 1.769 las condiciones para un nuevo techado y en 1792 se da remate a las obras de cuerpo de campanas de la torre.

## Descripción
La planta es de cruz latina, de tres naves de cuatro tramos con arcos de medio punto y bóvedas de aristas, crucero con bóveda hemisférica apeada en pechinas y torales de medio punto y testero plano ochavado por capillas absidales semicirculares con bóvedas de horno. Por ambos lados del cuerpo principal se adosan una serie de capillas de dimensiones y tipologías diversas. La cubierta son faldones de tejas moriscas sustentados por armaduras de madera. La fachada principal, situada al pie de la iglesia, es de estilo neoclásico, compuesta por un vano de medio punto, semicolumnas estriadas toscanas sobre podios y arquitrabe liso. El segundo orden es jónico de pilastras pareadas centradas por un vano de medio punto entre pilastras jónicas. El conjunto se corona con un frontón recto decorado con bolas, en cuyo tímpano figura un azulejo de Santo Domingo. La torre de planta cuadrada, situada en el lado de la Epístola de la fachada, tiene un primer cuerpo de gran esbeltez y un cuerpo de campanas de vanos entre pilastras toscanas decoradas con azulejos rematado con un chapitel ochavado bulbiforme decorado con azulejos.